# Château de Porrona
Le château de Piorrona (en italien : Castello di Porrona) est un château du village médiéval de Porrona, une frazione de la commune de Cinigiano (province de Grosseto), en Toscane. Son emplacement est sur la place du centre historique, à l'angle ouest du périmètre des murailles de Porrona.

## Histoire
Le château a été construit au Moyen Âge par les Siennois, à l'époque de la construction des murailles qui délimitent le village. Les travaux furent achevés au début du XIIIe siècle.
Il devint immédiatement un lieu de séjour pour les familles nobles siennoises, à partir du XIVe siècle, il devint la résidence des Tolomei et des Piccolomini, qui se partageaient le contrôle du château et du palais voisin situé dans la partie centrale du village.
À la fin de la Renaissance et, plus précisément au début du XVIe siècle, la structure a été entièrement reconstruite ; une restauration ultérieure effectuée au début du XXe siècle dans un style néogothique a ravivé les éléments stylistiques perdus de l'époque médiévale.

## Description
Le château surplombe la même place où se trouve l'église paroissiale San Donato. Les murs du côté extérieur coïncident avec l'angle ouest du mur.
La structure se compose de deux bâtiments principaux. Le corps de logis s'étale sur plusieurs niveaux, la façade tournée vers la place de l'église étant interrompue à une certaine hauteur par la tour qui, légèrement saillante, repose sur trois corbeaux ; les fenêtres à lancette unique qui s'ouvrent sur le mur de la tour se terminent par des arcs en ogive. La tour s'élève au-dessus du toit à pignon et est couronnée au sommet par un rempart. Sur le côté droit du bâtiment principal se trouve un autre bâtiment, d'une hauteur moindre, qui culmine avec un crénelage au sommet qui affecte l'ensemble de la structure.
Les murs de l'ensemble du complexe sont entièrement recouverts de pierre, récupérant pleinement les éléments stylistiques médiévaux qui caractérisent tous les autres bâtiments du suggestif village du château.

## Galerie

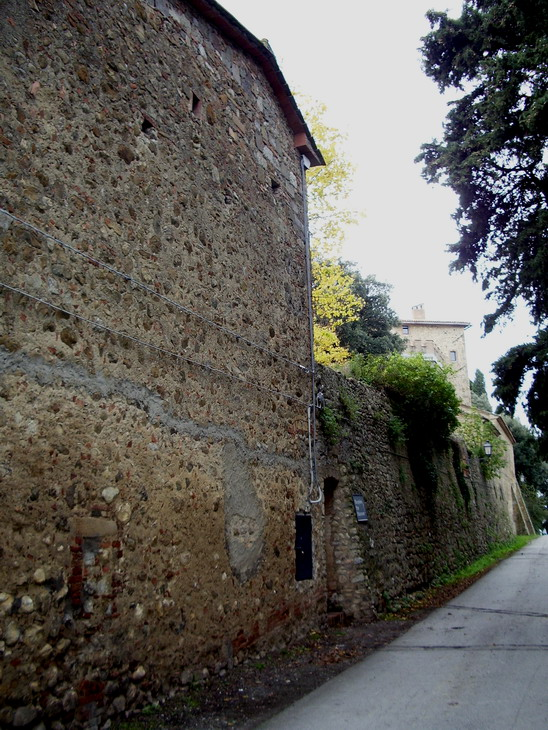
Murailles de Porrona.
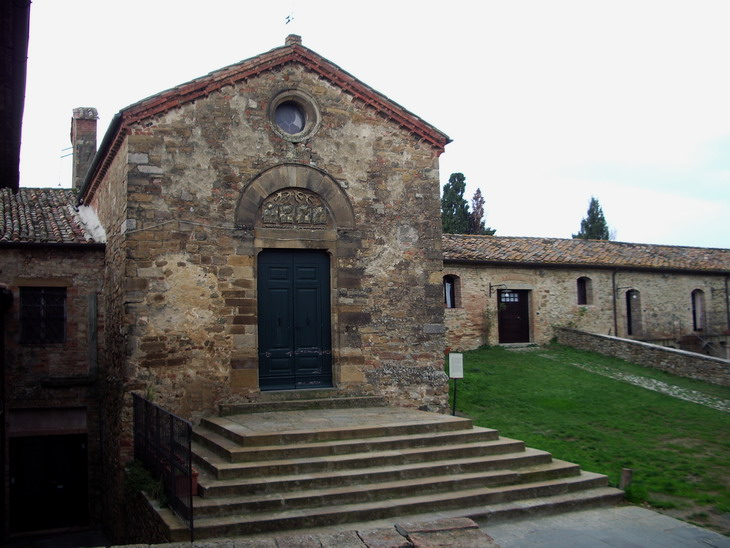
Eglise de San Donato.